# الأحذية (قصيدة)
" الأحذية " هي قصيدة تم كتابتها على يد الكاتب والشاعر الإنجليزي روديارد كبلينج (1865-1936). تم نشرها لأول مرة في عام 1903، في مجموعته "الأمم الخمس" . 
تتخيل قصيده "احذيه" الأفكار المتكررة لجندي مشاة من الجيش البريطاني يسير في جنوب إفريقيا أثناء حرب البوير الثانية . وقد اقترح الشاعر روديارد كبلينج أن يتم قرأت الكلمات الأربع الأولى من كل سطر ببطء، بمعدل كلمتين في الثانية، لتتناسب مع إيقاع جندي مشاة يسير. 
تصنيف:بذرة